# Srednje Prilišće
 Srednje Prilišće  falu Horvátországban Károlyváros megyében. Közigazgatásilag Netretićhez tartozik.

## Fekvése
Károlyvárostól 15 km-re nyugatra, községközpontjától  6 km-re délnyugatra a Kulpa jobb partján, a szlovén határ mellett fekszik.

## Története
A település vidéke már a középkortól a Zrínyiek és a Frangepánok birtokát képezte. Prilišće első írásos említése Zrínyi Miklósnak és Frangepán Istvánnak egy 1544-ben kelt oklevelében történt. Szent Lénárdnak szentelt templomát 1580-ban említik először, ekkor még a novigradi plébániához tartozott. A plébánia anyakönyvében 1650-től szerepelnek prilišćei lakosok. Nagy változás hozott a település életében 1726-ban a Fiumébe vezető Karolina út építése, amely itt haladt keresztül. 1803-ban elkezdődött a Károlyvárosból Zenggbe vezető Lujziana út építése is. 1809-ben ez a vidék is francia megszállás alá került. Jelentős esemény volt életében az 1848-as jobbágyfelszabadítás. Az első iskola 1860-ban nyitotta meg kapuit Sradnje Prilišće 21. szám alatt. 1866-ban elkezdődött az új plébániatemplom építése. Az 1873-ban megépített Károlyváros-Fiume vasútvonal lényegesen enyhített a Lujziana út forgalmán. 1876-ban a novigradi és a bosiljevói plébániák területéből létrehozták a prilišćei plébániát. Első plébánosa az 1852-óta Novigradban szolgáló Ignjat Neralić lett. 1882-ben felépült az iskola új épülete. 1884-ben kivándorolt az első család Amerikába. 1894-ben nagy tűzvész pusztított a településen, ebben az évben temettek utoljára a Szent Lénárd templom melletti régi temetőbe. A falunak 1857-ben 178, 1910-ben 169 lakosa volt. A  trianoni békeszerződésig Zágráb vármegye Károlyvárosi járásához tartozott. 1918-ban a spanyolnáthának 20-an estek áldozatul. 1925-ben megalakult a Zora tamburazenekar és művészeti együttes. 1929. május 5-én megalapították az önkéntes tűzoltóegyletet. 1935-ben felépült a tűzoltó szerház. 1944. május 18-án a települést bombatámadás érte, Donje Prilišćén tizenkét ház égett le egy gyújtóbombától. 1948-ban a szovjet kolhozok mintájára itt is megalakult a földműves szövetkezet, mely 1954-ig működött. 1955-ben megépült az első híd a Kulpán. 1967-ben felépült az új tűzoltó szerház. 1971-ben aszfaltborítást  kapott a Lujziana út. 1975-ben tíz település összefogásával megépült a vízvezeték hálózat. 1984-ben megépült a közösségi ház, melyben bolt, a posta és a faluház kapott helyet. 1988-ban kiépült a telefonvezeték hálózat is. A településnek  2011-ben 26 lakosa volt.

## Nevezetességei
Szent Mária Magdolna tiszteletére szentelt plébániatemploma 1866 és 1868 között épült barokk-klasszicista stílusban. Egyhajós épület négyszögzáródású szentéllyel. A község központjában, a történelmi Lujziana út mentén, a plébáni és iskola épületeit magában foglaló, stilárisan egységes épületegyüttes részeként található. A település kulturális és közigazgatási jelentősége akkor nőtt meg, amikor Lujziana út, az Osztrák-Magyar Monarchia egyik legjobb útja és az egyik legforgalmasabb kereskedelmi útvonal elkészült. A kora historikus szakrális épület az építés idejéből gazdag belső berendezést, valamint belső és külső dizájnt őrzött meg. Szobrai a tiroli Konrad Shatz mester munkái.

## Lakosság
| Lakosság változása | Lakosság változása | Lakosság változása | Lakosság változása | Lakosság változása | Lakosság változása | Lakosság változása | Lakosság változása | Lakosság változása | Lakosság változása | Lakosság változása | Lakosság változása | Lakosság változása | Lakosság változása | Lakosság változása | Lakosság változása |
| ------------------ | ------------------ | ------------------ | ------------------ | ------------------ | ------------------ | ------------------ | ------------------ | ------------------ | ------------------ | ------------------ | ------------------ | ------------------ | ------------------ | ------------------ | ------------------ |
| 1857               | 1869               | 1880               | 1890               | 1900               | 1910               | 1921               | 1931               | 1948               | 1953               | 1961               | 1971               | 1981               | 1991               | 2001               | 2011               |
| 178                | 156                | 173                | 173                | 163                | 169                | 152                | 143                | 119                | 115                | 100                | 103                | 88                 | 59                 | 33                 | 26                 |